# Drumul național 1 (Grecia)

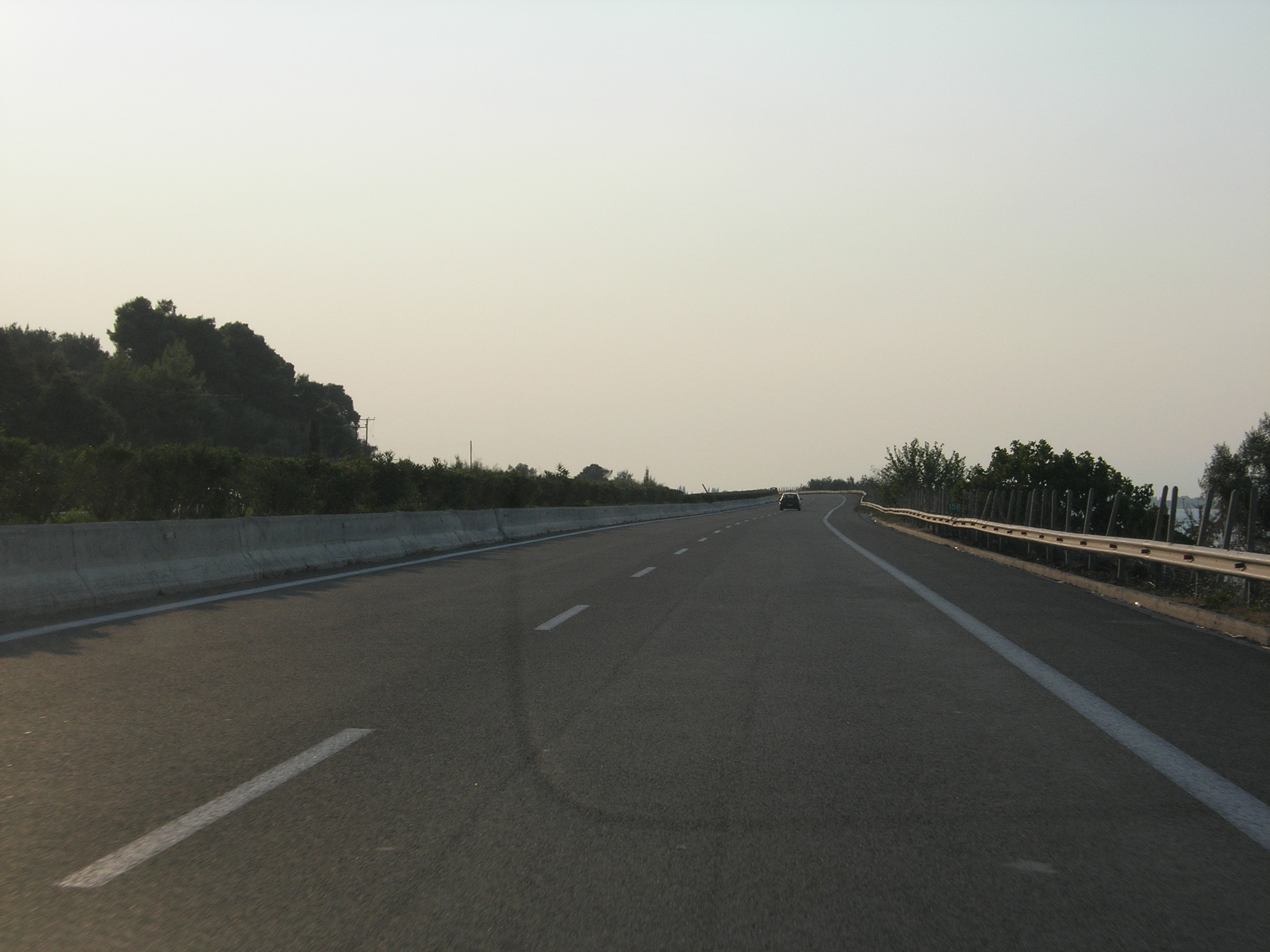
A1 în apropiere de Atalanti

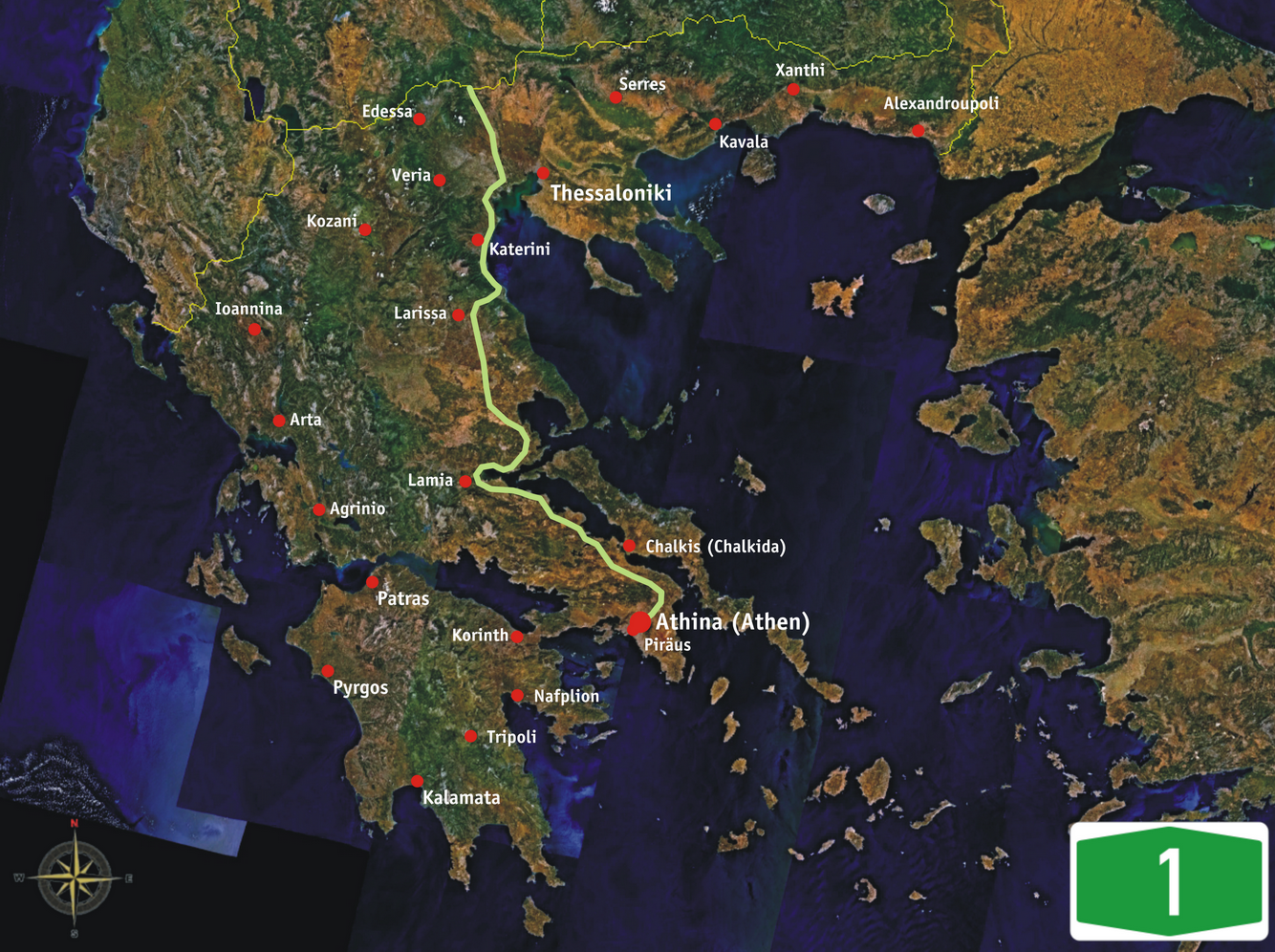

Drumul național 1 este cel mai lung drum din Grecia și este principala conexiune între nord și sud. Acesta conectează capitala Atena cu provinciile din Tesalia și Macedonia și cu cel de-al doilea oraș ca mărime, Salonic. Face parte din axa de drumuri "PATHE" (Patra, Atena, Salonic (Thessaloniki), Evzoni) Arhivat în 13 februarie 2012, la Wayback Machine.